# Ezio Cecchi
Ezio Cecchi (Castelmartini, 11 maggio 1913 – Monsummano Terme, 19 agosto 1984) è stato un ciclista su strada italiano.
Professionista e indipendente tra il 1934 e il 1951, partecipò a undici edizioni del Giro d'Italia.

## Carriera
Soprannominato "Lo scopino di Monsummano" per l'attività che praticava con la famiglia prima di dedicarsi al ciclismo, quella di produzione di scope di saggina, gareggiò con le maglie di Gloria, Welter e Cimatti, distinguendosi come scalatore. Ottenne numerosi piazzamenti, concludendo sei edizioni del Giro d'Italia tra i primi dieci, su undici partecipazioni totali; fu secondo nel Giro del 1938 (a 8'47" da Giovanni Valetti) e secondo in quello del 1948, ad appena 11" da Fiorenzo Magni (minor distacco fra primo e secondo classificato nella storia del Giro). 
Gli altri suoi piazzamenti nella "Corsa Rosa" furono il quarto posto nel 1947, il sesto nel 1940, il settimo nel 1946 e l'ottavo nel 1935. Nelle corse in linea fu secondo alla Coppa Zucchi 1935 (dietro Walter Fantini), alla Coppa Moto Guzzi 1938 a Mandello del Lario (dietro Cesare Del Cancia), alla Coppa Placci 1946 (dietro Nedo Logli) e soprattutto alla Milano-Sanremo 1947 (dietro Gino Bartali).

## Piazzamenti

### Grandi Giri
- Giro d'Italia

1935: 8º
1936: 15º
1937: 20º
1938: 2º
1939: 32º
1940: 6º
1946: 7º
1947: 4º
1948: 2º
1949: 34º
1950: 17º

### Classiche monumento
- Milano-Sanremo

1935: 21º
1936: 11º
1940: 54
1946: 32
1947: 2º
1948: 32º
1949: 58º
- Giro di Lombardia

1934: 24º
1946: 12º
1947: 28º
1948: 19º